# سالم الاحمدی
سالم الاحمدی (انگلیسی: Salem Al-Ahmadi؛ زادهٔ ۱۲ سپتامبر ۱۹۶۹) ورزشکار پرش سه‌گام اهل عربستان سعودی بود.